# Iphiaulax longiceps
Iphiaulax longiceps är en stekelart som beskrevs av Cameron 1907. Iphiaulax longiceps ingår i släktet Iphiaulax och familjen bracksteklar. Inga underarter finns listade i Catalogue of Life.